# 愛的大遊行 Live全記録
『愛的大遊行 Live全記録』は、梁静茹（フィッシュ・リョン）2作目のライブアルバム。

## 解説
2004年に行われたコンサートツアー『愛的大遊行』のうち、10月17日に台湾の台北市にある台湾大学体育館で行われたものを収録したCD2枚とVCD1枚からなる3枚組のライブアルバムである。
2005年6月15日にはCD2枚組の日本版『ラブ・パレード ライブ』が発売された。
台湾では2005年3月16日に2枚組のVCD版とDVD版も発売されている。

## 収録曲

### CD A
1. Opening+燕尾蝶（スワロウテイル バタフライ）
作詞:阿信(五月天)、作曲:阿信(五月天)
2. 不想睡（眠りたくない(原題:島唄)）
作詞:宮沢和史、改編詞:陳没、作曲:宮沢和史
3. 聽不到（聞こえない）
作詞:阿信(五月天)、作曲:阿信(五月天)
4. Talking+無條件為你（無条件）
作詞:Lee Seung-Ho、改編詞:張天成、作曲:lee,Jae-Kyung
5. 愛你不是兩三天（ずっと好きだった）
作詞:潘協慶+葛大為、作曲:潘協慶
6. Fly Away
作詞:陳没+張天成、作曲:藍奕邦
7. Talking+為我好（私のために）
作詞:小寒、作曲:黄韻仁
8. 我喜歡（すき）
作詞:潘協慶、作曲:潘協慶
9. 分手快樂（お別れおめでとう）
作詞:姚若龍、作曲:郭文賢
10. 最想環遊的世界（一番周ってみたい世界）+Talking
作詞:姚若龍、作曲:郭文賢
11. 茉莉花（ジャスミン）
作詞:姚若龍、作曲:李正帆
12. 南海姑娘（南海の女性）+Talking
作詞:陳藝華、作曲:陳藝華
13. Shanghai memories of 1945
作詞:J.NEWTON+BRYAN MU、作曲:J.NEWTON+BRYAN MU
14. 寧夏（静かな夏）
作詞:李正帆、作曲:李正帆

### CD B
1. Talking+我是真的付出我的愛（本当に心から愛してる）
作詞:小蟲、作曲:小蟲
2. 我都知道（すべて知っているの）
作詞:姚若龍、作曲:陶喆
3. Talking+如果有一天（いつの日か）
作詞:易齊、作曲:郭文賢
4. 接受（受け止めて）
作詞:阿管、作曲:林毅心
5. 彩虹（虹）
作詞:阿信(五月天)、作曲:阿信(五月天)
6. Talking+勇氣
作詞:瑞業、作曲:光良
7. 一夜長大（一夜の成長）
作詞:李宗盛、作曲:許華強
8. Talking
9. 掌聲響起（響く拍手の音が聴こえる）
作詞:鄭國江+陳桂芬、作曲:陳進興
10. 分手快樂(大合唱)
11. 掌聲響起（演唱會總彩排混音版）(Bonus Track)
12. 孤單北半球（孤独な北半球）(Bonus Track)
作詞:Benny G.、改編詞:陳靜楠、作曲:方文良

## DVD/VCD収録曲

### Disc 1
1. 燕尾蝶
2. 不想睡
3. 聽不到
4. 無條件為你
5. 愛你不是兩三天
6. Fly Away
7. 為我好
8. 我喜歡
9. 分手快樂
10. 最想環遊的世界
11. 布拉格廣場
12. 茉莉花+東風破
13. 南海姑娘
14. Shanghai memories of 1945
15. 寧夏

### Disc 2
1. I Should be so lucky
2. 我是真的付出我的愛
3. 明天我要嫁給你
4. 我都知道
5. 如果有一天
6. 接受
7. 彩虹
8. 勇氣
9. 一夜長大
10. 掌聲響起
11. 分手快樂(大合唱)

## 参加ミュージシャン
- 梁静茹 - リードヴォーカル
- 呂聖斐 - バンドリーダー、キーボード
- Mike Mclaughlin - ギター
- 嚴和邦 - ギター
- 邱培榮 - ベース
- 李守信 - ドラム
- 黎翰江 - フルート
- 連珮如 - 琵琶、三線
- SEMISCON神秘失控人聲樂團 - アカペラ
- 馬毓芬 - コーラス
- 李寶琦 - コーラス
- 鄭知明 - コーラス
- 嚴嘉慶 - プログラマー

### 長榮管弦楽団
- 王倩婷 - 指揮
- 劉融 - ヴァイオリン
- 楊怡珊 - ヴァイオリン
- 蘇郁婷 - ヴァイオリン
- 林以茗 - ヴァイオリン
- 頼靖文 - ヴァイオリン
- 徐懿徳 - ヴァイオリン
- 蔡宇茵 - ヴィオラ
- 謝庭羽 - ヴィオラ
- 劉涵 - チェロ
- 張盈娟 - チェロ

### ゲスト
- 任賢齊（リッチー・レン）
- 周華健（エミール・チョウ）